# Экстрадиция

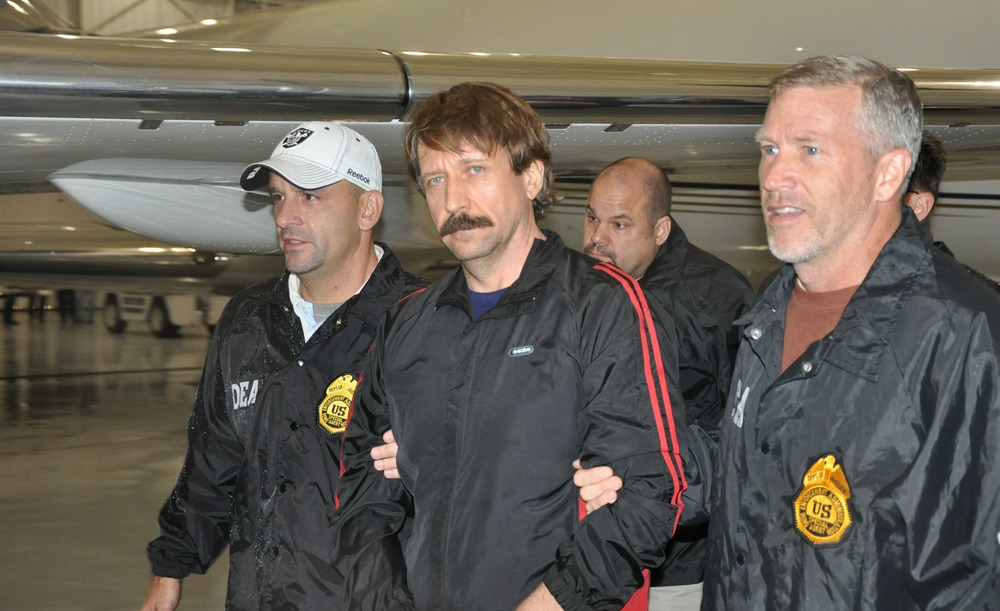
Экстрадиция Виктора Бута в США

Экстради́ция (от лат. ех- «из; вне» + traditio «передача»), вы́дача — форма международного сотрудничества государств в борьбе с преступностью, заключающаяся в аресте и передаче одним государством другому (по запросу последнего) лиц, подозреваемых или обвиняемых в совершении преступления (для судебного разбирательства), либо лиц, уже осуждённых судебными органами другого государства (для исполнения приговора).
По отношению к штатам (государствам) США термин «экстрадиция» используется также для обозначения выдачи (англ. rendition) обвиняемых одним штатом (государством) другому.

## Правовые основания
Как правило, выдача (экстрадиция) осуществляется на основании договора между соответствующими государствами. Это может быть либо двусторонний договор, либо многосторонняя конвенция, участниками которой должны являться как запрашивающее, так и запрашиваемое государство. Примером такой конвенции является Европейская конвенция о выдаче 1957 года.
На практике выдача может осуществляться и без договора (если это предусматривается законодательством запрашиваемой стороны), и даже без дипломатических отношений между странами, как в случае с группой Павла Якшиянца.

## Условия выдачи
Выдача преступников — право государства, но не его обязанность. Обязанностью она становится лишь при наличии двустороннего договора о взаимной правовой помощи по уголовным делам.
Выдача может осуществляться лишь в отношении определённых преступлений — как правило, их список либо критерии их определения (тяжесть наказания и тому подобное) устанавливается в договоре. Традиционно должно соблюдаться правило «двойной подсудности», то есть преступление, за совершение которого запрашивается выдача, должно признаваться таковым в законодательстве как запрашивающей, так и запрашиваемой стороны.
При этом договорами устанавливаются условия, которые позволяют отказать в выдаче. К ним относятся, главным образом, обоснованные подозрения запрашиваемого государства о том, что лицо преследуется по политическим мотивам или что в случае выдачи оно может быть подвергнуто пыткам или смертной казни.

## Выдача своих граждан
В большинстве государств мира не допускается экстрадиция своих граждан. Такой принцип закреплён в конституциях многих государств, в том числе и в Конституции России. Россия является членом Европейской Конвенции об экстрадиции 1957 г., она подписала эту Конвенцию с оговорками, запрещающими выдачу российских граждан.
Статья 61 Конституции России гласит, что «гражданин Российской Федерации не может быть выслан за пределы Российской Федерации или выдан другому государству».
Почти все государства ЕС имеют между собой правовые соглашения, позволяющие выдачу своих граждан. Аналогичная ситуация и в США.
Китай, Япония, Франция, Беларусь, Украина и некоторые другие страны не высылают своих граждан. Кроме того, по японскому законодательству экстрадиции фактически не подлежат не только граждане Японии, но и граждане других государств, являющиеся этническими японцами, поскольку они имеют право на японское гражданство (так властям Перу было отказано в выдаче Альберто Фухимори).

## Процедура выдачи
Процедура выдачи начинается с направления одним государством другому соответствующего запроса. Обычно предусматривается составление запроса либо на языке запрашиваемой стороны, либо на одном из языков международного общения (английский, французский — в зависимости от требования запрашиваемой стороны). Запросы передаются либо через министерства иностранных дел, либо напрямую через правоохранительные органы (министерства внутренних дел, юстиции, прокуратура и тому подобное).
В случае задержания предполагаемого преступника в запрашиваемом государстве начинается судебная процедура. Роль суда — подтвердить юридическую обоснованность запроса и соблюдение всех соответствующих требований. Если суд отклоняет запрос, процедура прекращается. Если же суд подтверждает возможность выдачи, решение принимается административными органами.
Считается, что окончательное решение о выдаче лица носит политический характер.

## Современные тенденции
В современном международном праве наблюдается тенденция упрощения процедуры выдачи. В частности, идет речь о смягчении требований «двойной подсудности», сокращении числа оснований отказа в выдаче, сокращении роли административных органов. Тормозом в этом процессе является неготовность государств безоговорочно признавать выданные в других странах ордера на арест ввиду различия судебных систем, а порой и недоверия друг к другу.
Наибольшего прогресса в упрощении выдачи добились государства — члены Европейского союза, которые ввели в отношениях между собой так называемый «Европейский ордер на арест». Фактически он предполагает автоматическое исполнение запроса о передаче предполагаемого преступника, без проверки этого запроса с точки зрения содержания.

## Выдача и передача
С выдачей часто отождествляют другие виды международной правовой помощи, в частности, те, которые официально называются «передачей». В частности:
- Передача лица международному судебному органу (такому, как Международный трибунал по бывшей Югославии или Международный уголовный суд).
- Передача осужденных (для отбывания наказания в другом государстве, нежели то, в котором вынесен приговор). Именно эта процедура была применена в 2007 году при передаче Ливией Болгарии группы болгарских медсестёр, приговорённых к смертной казни[9]. Аналогичная процедура использовалась при передаче России сотрудников российских спецслужб, осуждённых в Катаре на пожизненное заключение за теракт против Зелимхана Яндарбиева. Договорённости об осуществлении таких процедур зачастую предусматривают, помимо оглашаемых формальных условий, также некие условия политического или финансового характера, которые не раскрываются.
- Временная передача лица, находящегося под стражей или осужденного к лишению свободы, для проведения следственных действий в другом государстве.

## Выдача и экстрадиция
Чаще всего эти два термина употребляются как полные синонимы. Термин «выдача» употребляется, в частности, в Большой советской энциклопедии, в Уголовно-процессуальном кодексе России, в официальных русских названиях международных документов о выдаче.

## История выдачи
- С древних времен до конца XVII века экстрадиция — редкое явление, применялась в основном к политическим преступникам, еретикам, перебежчикам.
- В XVIII — первой половине XIX века индустриализация и появление новых видов транспорта вызвали увеличение интенсивности перемещения людей, что привело к проблемам с бродягами, ограблениями на железных дорогах и трансграничным преступлениям. Договоры о выдаче стали заключаться в больших количествах между сопредельными странами и распространялись не только на дезертиров, но и на общегосударственных преступников (убийц, воров).
- 1840—1943 — третий период в истории экстрадиции.
- С 1943 — Вторая мировая война показала необходимость отсылать военных преступников в страны, в которых были совершены их действия. Для этого уже в 1942 году союзники приняли «Межсоюзническое заявление о наказании за военные преступления».

### Выдача в Древнем мире
Самым ранним из дошедших до нас документов об экстрадиции считается договор, заключённый в 1278 г. до н. э. между египетским фараоном Рамсесом II и царём хеттов Хаттусили III. В нём говорилось, что «если кто-либо убежит из Египта и уйдёт в страну хеттов, то царь хеттов не будет его задерживать, но вернёт в страну Рамсеса» целым и невредимым («да не повредят их глаз, уст и ног»).
- «Послали колена Израилевы во всё колено Вениаминово сказать: какое это гнусное дело сделано у вас! Выдайте развращённых оных людей, которые в Гиве; мы умертвим их, и искореним зло из Израиля. Но сыны Вениаминовы не хотели послушать голоса братьев своих» Книга Судей 20.12
- Из истории Греции приводят пример того, как афиняне согласились выдать македонскому царю Филиппу всех лиц, посягнувших на его жизнь.
- Ахейцы угрожали Спарте нарушением союза, если не будут выданы её граждане, совершившие нападение на одну из деревень.
- В истории Рима ссылаются на галлов, требовавших выдачи напавшего на них Фабия, и на аналогичное требование римлян в отношении Ганнибала, а также на Катона, который требовал выдачи Цезаря германцам за то, что тот начал с ними несправедливую войну.

### Выдача в Средние века
Представители племени Курайш потребовали выдачи у царя Эфиопии части курайшитов, бежавших от преследований в Эфиопию, но получили отказ.

### Выдача в XXI веке
- 2007 год — спор между Россией и Великобританией относительно выдачи Андрея Лугового, обвинявшегося британской прокуратурой в убийстве Александра Литвиненко. В экстрадиции было отказано.
- 2009 год — правительство Швейцарии рассматривало возможность экстрадиции режиссёра Романа Полански, задержанного в Цюрихе на основании ордера, выданного в США. В экстрадиции было отказано.
- 2010 год — правительство Белоруссии отказало Киргизии в экстрадиции экс-президента Киргизии Курманбека Бакиева.
- сентябрь 2010 года — Ахмед Закаев, объявленный Россией в международный розыск по обвинению в участии в террористической деятельности, был задержан в Польше. Суд запрос прокуратуры об аресте Закаева отклонил и выпустил его на свободу без залога и поручительства. Впоследствии было принято решение отклонить запрос об экстрадиции.
- 2012 год — основатель WikiLeaks Джулиан Ассанж, которому угрожала экстрадиция в Швецию и возможная выдача в США, укрылся в посольстве Эквадора в Лондоне и попросил у руководства южноамериканской страны политического убежища. В 2019 году посольство Эквадора выдало Ассанжа властям Великобритании.
- 2012 год — азербайджанский офицер Рамиль Сафаров, отбывавший пожизненное заключение в Венгрии за убийство армянского офицера, был передан Азербайджану для дальнейшего отбытия наказания, но по прилёте был сразу же помилован президентом Азербайджана Ильхамом Алиевым и освобождён из-под стражи.
- 2021 год — с августа 2020 года в России арестовали как минимум 20 граждан Белоруссии по делам, связанным с протестами против Александра Лукашенко. Некоторые из них уже высланы на родину, других ожидает экстрадиция или выдворение. Россия отказывает в этом крайне редко и допускает к задержаниям на своей территории белорусских силовиков[13].